# Salimata Dosso
Salimata Madjoh Dosso (* 23. Juli 1986 in Abidjan) ist eine ivorische Fußballspielerin.

## Karriere

### Verein
Dosso startete ihre Karriere mit dem AS Juventus de Yopougon. Im Frühjahr 2004 verließ sie ihre Heimat die Elfenbeinküste und wechselte für ihr Studium in die Demokratische Republik Kongo zu FCF Etoile du Matin. In Sud-Kivu, DR Kongo blieb sie vier Jahre, bevor sie 2008 in ihre Heimat zurückkehrte. Dort unterschrieb sie bei Onze Sœurs de Gagnoa und wurde 2011 Mannschaftskapitänin.
Im März 2011 erreichte sie mit ihrer Mannschaft das Pokalfinale des Coupe de la fédération im Parc des Sports, scheiterte jedoch mit dem Team am Sieger Juventus de Yopougon. Dosso wechselte im Frühjahr 2012 auf Leihbasis in die zweite ivorische Liga zu Sisters of Eleven Gagnoa. Im September 2012 kehrte sie zu ihren Stammverein Onze Soeurs zurück.

### Nationalmannschaft
Seit 2011 steht sie im Kader der Ivorische Fußballnationalmannschaft der Frauen und wurde am 26. Oktober 2012 für den Coupe d’Afrique des nations féminine de football nominiert.

## Privates
Dosso besuchte die GROUPE LOKO des Écoles Supérieures de Technologies in Abidjan. Anschließend studierte sie von 2004 bis 2008 Géologie Mines et Ptrole am Institut Supérieur des Cadres en Pétrole et Gaz in Kinshasa in der DR Kongo.